# Flugornas herre (1990)
Flugornas herre (engelska: Lord of the Flies) är en amerikansk film som hade biopremiär i USA den 16 mars 1990, i regi av Harry Hook. Filmen är baserad på romanen med samma titel från 1954 av William Golding. Filmatiseringen av romanen är den andra i ordningen. Den första var den med samma titel från 1963.

## Handling
En flygplan med en pilot och en grupp pojkar från en militärskola störtar i Stilla havet nära en öde ö. Pojkarna gör allt för att bli räddade, och börjar skapa regler och ordning för att hålla samman. Men ju mer tiden går, börjar pojkarna visa tecken på hierarki, rädsla och antagonism. Vad var det som gick snett?   

## Rollista
| Balthazar Getty  | – Ralph        |
| Chris Furrh      | – Jack         |
| Danuel Pipoly    | – Nasse        |
| James Badge Dale | – Simon        |
| Andrew Taft      | – Sam          |
| Edward Taft      | – Eric         |
| Gary Rule        | – Roger        |
| Bob Peck         | – Marinofficer |

### Fotnoter
1. ↑  Internet Movie Database, IMDb-ID: tt0100054co0047972, läs online, läst: 22 juni 2016.[källa från Wikidata]
2. ↑  Stopklatka, läs online, läst: 22 juni 2016.[källa från Wikidata]
3. ↑  FilmAffinity, Filmaffinity film-ID: 625177, läs online, läst: 22 juni 2016.[källa från Wikidata]
4. ↑  Box Office Mojo, Box Office Mojo film-ID: lordoftheflies, läs online.[källa från Wikidata]
5. ↑  Svensk Filmdatabas, Svenska Filminstitutet, Svensk filmdatabas film-ID: 16806, läs online.[källa från Wikidata]
6. ↑  Lexikon des internationalen Films, Zweitausendeins.[källa från Wikidata]
7. ↑  ”Lord of the Flies” (på engelska). Box Office Mojo. 16 mars 1990. http://www.boxofficemojo.com/movies/?id=lordoftheflies.htm. Läst 8 oktober 2016.